# Mitología balinesa
La mitología balinesa es la mitología tradicional del pueblo de la isla indonesia de Bali, antes de la adopción mayoritaria del hinduismo.
La mitología balinesa es principalmente una especie de animismo con algunos personajes y deidades ampliamente conocidos. Muchos temas de la mitología balinesa se han adaptado y trabajado en el hinduismo balinés actual.

## Aspectos de la mitología balinesa
- Antaboga
- Bedawang Nala
- Barong
- Rangda
- Setesuyara
- Batara Kala
- Semara
- Tjak
- Takshaka
- Awan
- Cielo perfumado
- Galungan
- Calon Arang
- Leyak (o Leák)

## Mito de la creación
Al comienzo de los tiempos, solo existía Antaboga, la serpiente del mundo. Antaboga meditó y creó la tortuga del mundo Bedwang. Dos serpientes yacen sobre la tortuga del mundo, al igual que la Piedra Negra, que forma la tapa del inframundo. Según la mitología sondanesa, Antaboga también fue responsable del nacimiento de Dewi Sri, la diosa del arroz de Java y Bali. En el manuscrito Wawacan Sulanjana, Dewi Sri emerge de las lágrimas que se convirtieron en un huevo, derramadas por Antaboga.
El inframundo está gobernado por la diosa Setesuyara y el dios Batara Kala, quienes crearon la luz y la tierra. Sobre la tierra se encuentran una serie de cielos. Durante las fiestas de diez días de Galungan, se cree que los dioses visitan la Tierra. Semara, dios del amor, vive en el cielo flotante, y sobre el cielo se encuentra el cielo azul oscuro (espacio), hogar del sol y la luna. Luego está el cielo perfumado, que tiene muchas flores hermosas y está habitado por Tjak, un pájaro con rostro humano; la serpiente Taksaka; y un grupo de serpientes conocidas colectivamente como Awan, que aparecen como estrellas fugaces. Los antepasados viven en un cielo lleno de llamas sobre el cielo perfumado, y finalmente más allá está la morada de los dioses.

## Barong y Rangda
Dos de las figuras más populares de la mitología balinesa sonBarong y Rangda, incluso existen danzas a ellos dedicados. Barong, es un personaje en forma de león, el rey de los buenos espíritus y el enemigo de la reina-demonio Rangda, un ser monstruoso y temible que devora niños.